# Pastis

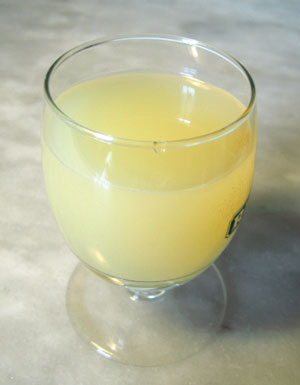
Copa de pastis.

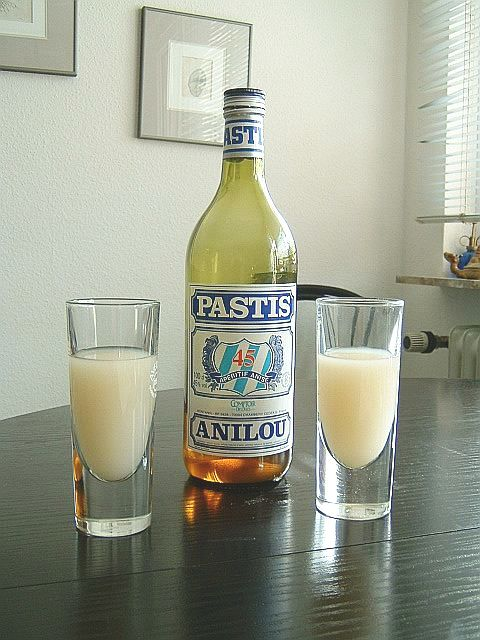
Pastis francés.

El pastis (pronunciación: pastís) es una bebida anisada que se toma en aperitivo con agua fresca, típica de Marsella, Francia, cuyo contenido alcohólico ronda los 40-45%. La palabra pastis proviene del occitano provenzal pastis, que significa paté o mezcla, así como aburrimiento, situación desagradable o confusa (pastiche) en la lengua coloquial.
Cuando en Francia fue prohibido el ajenjo o absenta en 1916, los mayores productores (Pernod y Ricard, que luego se fusionaron en la Pernod Ricard) reformularon la receta introduciendo anís estrellado, anís verde y regaliz, añadiendo azúcar y reduciendo el contenido de alcohol al máximo permitido por la ley. Desde entonces la receta ha cambiado considerablemente y cada marca tiene su receta. La mayoría incorporan también hinojo.
La fabricación es la típica de una bebida destilada sobre la base de alcohol etílico, en el que se maceran hierbas y flores. Tras tal compostaje es elaborado un licor al cual se le agrega nuevamente el anís, lo que le convierte en un anisado. La bebida se suele colorear con caramelo, aunque existen también pastis blancos.
El pastis se bebe diluido, en una proporción estándar de cinco a siete volúmenes de agua por uno de pastis, lo cual disminuye la gradación alcohólica de la bebida a un 7% aproximadamente. El color ámbar transparente de la bebida, al mezclarse con agua, pasa a ser amarillento y lechoso debido a la precipitación del anetol contenido en las hierbas, que es poco soluble. Esta bebida se consume fría, muchas veces con hielo, como aperitivo en las jornadas cálidas. Es habitual combinarlo con jarabes además del agua, los más habituales son:
- perroquet (periquito), con jarabe de menta verde,
- tomate, con jarabe de granadina,
- rourou, con jarabe de fresa
- mauresque, con jarabe de orgeat (bebida de almendra dulce y amarga, o de granos de cebada).

Aunque el pastis es consumido en toda Francia, es típico de la Occitania sudoriental, especialmente de la ciudad de Marsella y de la región de Provenza, donde es considerado parte del estilo de vida de la región. Se encuentran versiones analcohólicas (sin alcohol) de esta bebida.